# 圣神修女院

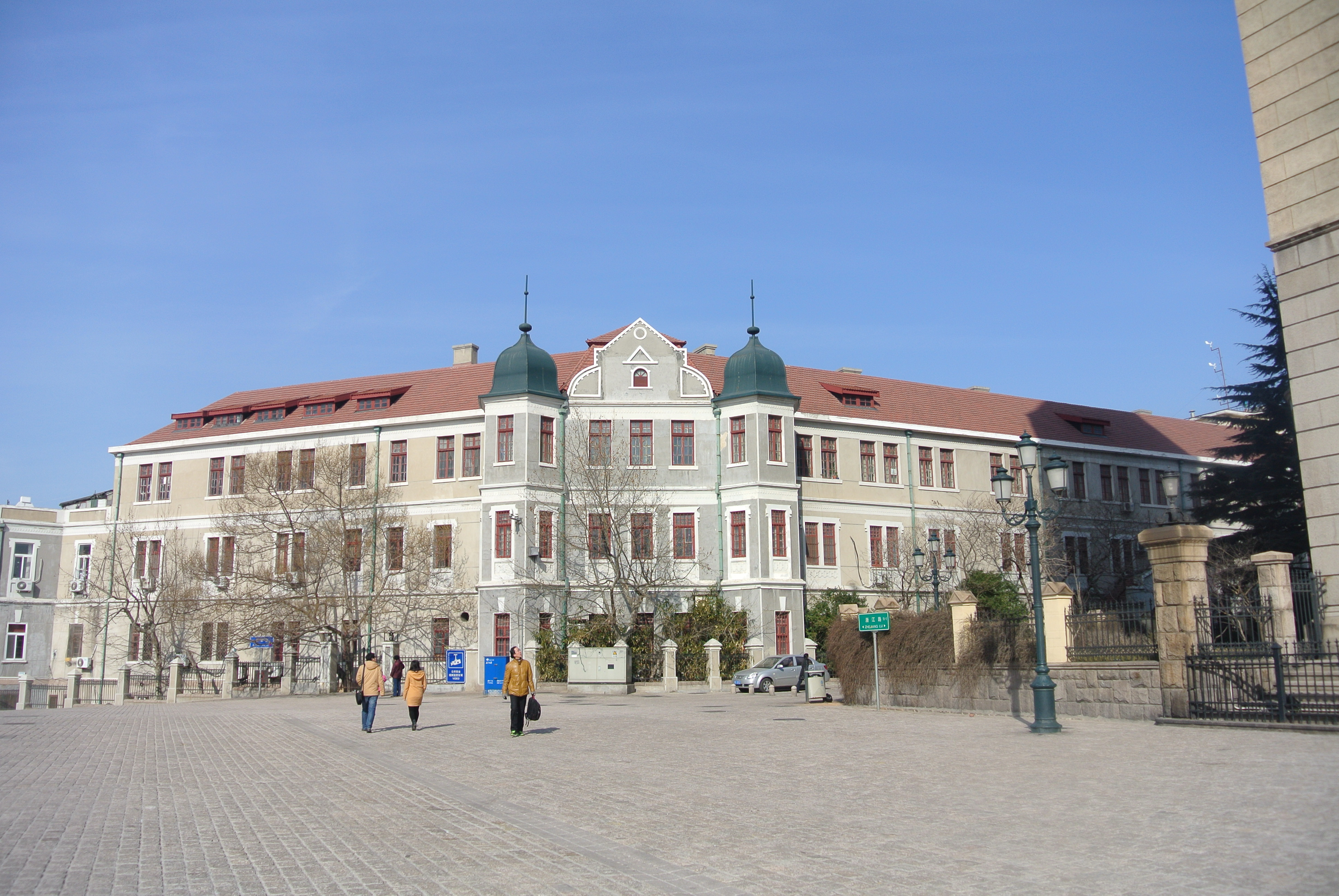
圣神修女院旧址，2015年

36°04′05″N 120°18′53.5″E / 36.06806°N 120.314861°E
圣神修女院（德語：Heilig Geist Kloster），又译圣神院、圣灵女修道院，1990年代后文献多误译为“圣心修道院”，是位于中国山东省青岛市市南区浙江路28号的一处天主教修道院旧址，建于1901-1902年，建筑大部分保存至今，现为市南区一般不可移动文物。

## 历史

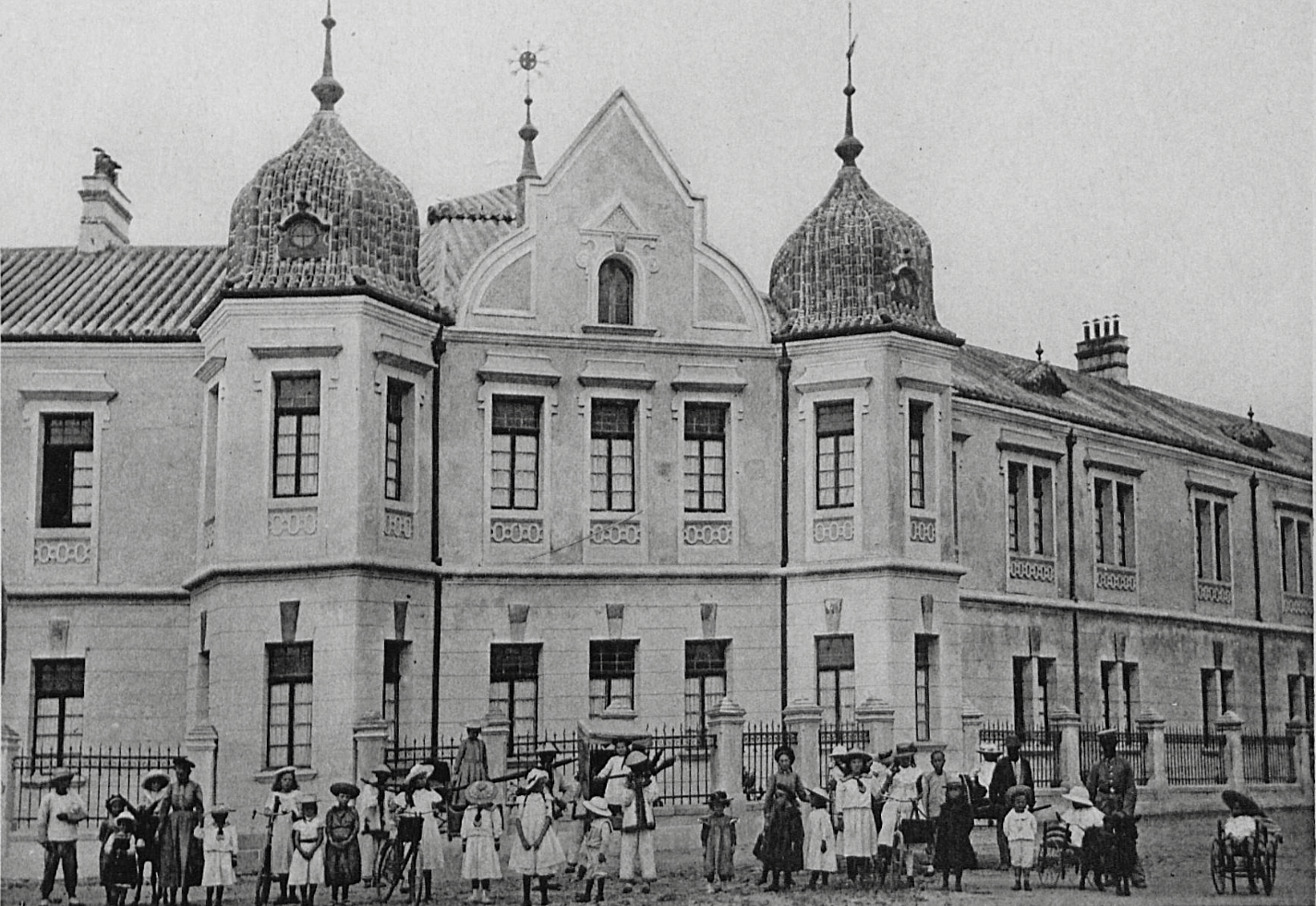
圣神女修院，1902年

圣神修女院由玛利亚方济各传教修会创办，该修会自上海派遣修女赴青岛，协助圣言会传教并兴办公益事业。修道院建筑位于圣言会会馆西侧，建于1901年至1902年，由来自慕尼黑的天主教徒、总督府建设局建筑师彼得·贝尔纳茨（Peter Bernatz）设计。1902年4月1日，该修院创办了一所寄宿制女子学校，招收欧美籍女童，并创办了一所幼儿园，后来亦曾创办孤儿院。约1905年，修院北侧兴建一座小礼拜堂。1931年，修院东侧由二层改建为三层，将原有的巴洛克式塔顶与山花拆除，增建工程由德国建筑师毕娄哈设计。
1950年代初，外籍教士陆续离开中国大陆，圣神修女院遂与玛利亚方济各传教修会断绝联系。1952年，青岛市人民政府接收原由万字会青岛分会于1945年创办的私立慈济初级商科职业学校，改名为山东省青岛商业学校，隶属山东省商业厅，迁入修院内，使用浙江路28号正门一侧的楼房。圣神修女院仅使用修院西南角的肥城路2号丙。1958年，青岛商业学校撤销。之后山东省海洋仪器仪表研究所迁入浙江路28号修院旧址东翼。1959年，青岛天主教会创办爱国被服厂，修院修女全部在被服厂工作。文革期间，大部分修女随爱国被服厂并入青岛第一服装厂，其余修女被遣返原籍，圣神修女院遂不复存在。约1960年代，修院旧址北侧的小礼拜堂（当时已改为海洋仪器仪表研究所礼堂）被拆除改建新楼。2000年，该建筑以“圣心修道院旧址”之名列入第一批青岛市历史优秀建筑名单。2008年，该建筑外立面整修，仿照原貌重建东立面的塔楼和山墙。2012年11月6日，该建筑列入市南区未核定为文物保护单位的不可移动文物（一般不可移动文物）名录。2017年，海洋仪器仪表研究所迁出圣神修女院旧址东翼（浙江路28号），青岛市历史城区保护更新指挥部迁入该地至今，西翼现为居民楼。

## 建筑特色
圣神修女院位于德占时期路易特波尔德街（Luitpoldstraße，今浙江路）、不莱梅街（Bremer Straße，今肥城路）、霍亨洛厄路（Hohenloheweg，今德县路）与主教街（Bischofstraße，今肥城支路）的合围地块内。修院占地面积20968.10平方米，建筑面积7606平方米，平面为一呈马蹄形的院落。建筑原高二层，砖石结构，坡顶屋面。外墙为砖砌体粉刷墙面，墙基以花岗岩砌成，楼层之间有突出的横向装饰线条，临街立面的窗户大部分为条形窄窗，一层窗户上方为平券锁石图案装饰，二层窗户以窗眉线脚装饰。东南转角处设两座凸出于墙体的八角塔楼，顶部为巴洛克风格塔顶，两座塔楼之间檐口处起阶梯形山花。西南角亦设有一塔楼，三座塔楼顶部1931年增建时被拆除，2008年整修时东侧两座塔楼仿照原貌重建，西南角塔楼未重建。修院朝向院内一面为拱廊。修院内部层高3.8米，铺设木制地板，门窗亦为木制，大部分保存至今。整座建筑具有典型的德国南部建筑风格。
据理夏德·哈特维希（Richard Hartwich）所著《圣言会传教士在中国》（Steyler Missionare in China）记载，一位修女曾这样介绍修道院建筑：“当初，我们想象中的住处是中式的。与此相反，我们看到的却是很漂亮的一座地道的欧式楼房。所有的设施十分完美：修道院、大小厅堂、餐厅、厨房，还有二层楼那条开有20扇窗户的走廊，既宽敞又明亮。这里毫无缺少空间和光线的感觉。优质的壁炉将温暖送向每个角落……楼上是我们的住房,而城市在我们的脚下。从这里,可以望到一幅秀丽的海景……”

## 图集
- 圣神修女院全景及前方的圣言会会馆，1904年
- 圣神修女院正立面，约1910年代
- 修院小教堂，1913年
- 修院院内
- 修院1931年至2008年的外立面状态，摄于1946年
- 圣神修女院旧址，2015年
- 西门
- 东门